# Burunchel
Burunchel es una localidad y pedanía española perteneciente al municipio de La Iruela, en la provincia de Jaén. Está situada en la parte septentrional de la comarca de Sierra de Cazorla. Cerca de esta localidad se encuentra el núcleo de El Palomar, La Iruela capital, Vadillo Castril y Arroyo Frío.
Fue fundada en 1268 en una de las entradas a la sierra de Cazorla. Fue antigua dehesa y está asentada en la ladera de la cuerda que desde el nacimiento del Guadalquivir llega hasta el pantano del Tranco. Tuvo la feria del ganado más importante del país hasta la segunda mitad del siglo XIX.
La zona ocupa una zona marcada por la orientación N-S del amplio y profundo valle del Guadalquivir, que contrasta con las altas cumbres que lo rodean. Orográficamente presenta las características de montaña, con un promedio elevado y un perfil abrupto e irregular.
En 2001 hubo un incendio cercano en la sierra (para ser más específicos en el puerto las Palomas) que casi llega al pueblo. La zona ya es replantada y los pinos y otras especies arbóreas ya están bastante crecidas.

## Gastronomía
Se pueden encontrar los platos típicos de la comarca: revueltos serranos, carnes de gamo, jabalí y ciervo cocinadas en salsa de setas y trufas o hechas a la parrilla, la gachamiga, migas, papas a lo pobre, etc. y licores caseros como es el caso de la "Sangre Guerrera", un orujo con característico sabor, muy digestivo y aromático elaborado desde antiguo.

## Lugares de visita
Entre los lugares de visita de Burunchel destacan: 
- El Templo del Espíritu Santo.
- La Ermita de San Julián.
- Fuente de Gusarapos.
- Fuente del Cuerno.
- El sagreo.
- El salto de agua de Las Cuevas. 
- Cerca del pueblo se encuentra también "Cueva Secreta" una cueva muy conocida y que en su día fue inspeccionada por Félix Rodríguez de la Fuente.
- En las inmediaciones del municipio de Burunchel existe un paraje natural para la práctica de la escalada en roca.
Importante hacer mención del origen de esta pedanía, vinculada a la mesta, por su feria de ganado que fue referente en importancia en España, que se celebra del 22 al 25 de agosto.

## Cultura
También y no menos importante, mencionar la conocida Feria de la Trashumancia que hasta el momento lleva dos ediciones que han ido excelentemente bien.
La Trashumancia es el paso de ganado bravo, manso.. por la Mesta de Burunchel, el cual es muy mirado por los vecinos de esta pedanía de La Iruela. 
- Datos: Q5735883